# Pyrausta phyllidalis
Pyrausta phyllidalis là một loài bướm đêm trong họ Crambidae.